# Savignargues
Savignargues ist eine Gemeinde im französischen Département Gard in der Region Okzitanien. Sie gehört zum Kanton Quissac und zum Arrondissement Le Vigan. Sie grenzt im Norden an Saint-Jean-de-Serres, im Osten an Aigremont, im Süden an Saint-Théodorit, im Südwesten an Puechredon und im Westen an Canaules-et-Argentières.

## Bevölkerungsentwicklung
| Jahr      | 1962 | 1968 | 1975 | 1982 | 1990 | 1999 | 2008 | 2017 |
| --------- | ---- | ---- | ---- | ---- | ---- | ---- | ---- | ---- |
| Einwohner | 113  | 114  | 121  | 123  | 144  | 142  | 204  | 239  |